# Spinosphaera oculata
Spinosphaera oculata är en ringmaskart som beskrevs av Hartman 1944. Spinosphaera oculata ingår i släktet Spinosphaera och familjen Terebellidae. Inga underarter finns listade i Catalogue of Life.